# التحمل المناعي في الحمل
التحمل المناعي في الحمل أو التحمل المناعي الأمومي، هو التحمل المناعي الذي يظهره جسم الأم تجاه الجنين والمشيمة أثناء الحمل. يقاوم هذا التحمل الاستجابة المناعية التي تؤدي عادة إلى رفض الأشياء الغريبة في الجسم، كما قد يحدث في بعض حالات الإجهاض التلقائي. وبشكل عام، يدرس مجال علم المناعة الإنجابية هذا النوع من المواضيع.      

## الآليات

### آليات مشيمة

تعمل المشيمة كحاجز مناعي بين الأم والجنين.

تعمل المشيمة كحاجز بين الأم والجنين وتشكل بذلك موقع امتياز مناعي. ولهذا الغرض، تستخدم عدة آليات:
- تفرز النيروكينين ب الذي يحتوي على جزيئات الفوسفوكولين. تستخدم الديدان الأسطوانية الطفيلية نفس الآلية للاختباء من الجهاز المناعي المضيف.[3]
- يملك الجنين خلايا صغيرة تثبط الخلايا التائية الأموية السامة عن طريق تثبيط الاستجابة للإنترلوكين 2.[2]
- لا تُعبر خلايا الأرومة المغذية المشيمية عن جزيئات معقد التوافق النسيجي الكبير الكلاسيكية من الفئة الأولى HLA-A وHLA-B، على عكس معظم الخلايا الأخرى في الجسم. يعتقد أن هذا الغياب يمنع تأثير الخلايا التائية السامة الأموية التي ستتعرف على جزيئات A-HLA وHLA-B الجنينية وتعتبرها أجسام أجنبية. من ناحية أخرى، تعبر خلايا الأرومة المغذية المشيمية عن جزيئات معقد التوافق النسيجي الكبير غير الكلاسيكية من الفئة الأولى من HLA-E وHLA-G لتمنع تأثير الخلايا القاتلة الأموية التي ستدمر جميع الخلايا التي لا تعبر عن جزيئات معقد التوافق النسيجي الكبير من الفئة الأولى. مع ذلك، تعبر خلايا الأرومة المغذية عن جزيء HLA-C الكلاسيكي نوعًا ما.[4]
- تشكل ملتحم خلوي دون ترك أي مسافات خارج خلوية للحد من تبادل الخلايا المناعية المهاجرة بين الجنين النامي وجسم الأم (لن تتمكن الظهارة وحدها من تحقيق ذلك بشكل كافي؛ فبعض خلايا الدم قادرة على العبور بين الخلايا الظهارية المتجاورة). تلتحم الخلايا باستخدام بروتينات اندماج فيروسية مستمدة من الفيروسات الراجعة الذاتية المتعايشة داخليًا. يعتبر التملص المناعي الوظيفة الطبيعية الأولية للبروتينات الفيروسية، فالفيروس سيتمكن من الانتقال إلى الخلايا الأخرى بعد التحامها مع الخلايا المصابة ببساطة. يعتقد أن أسلاف الثدييات الولودة الحديثة تطورت بعد الإصابة بهذا الفيروس، لأنه مكّن الجنين من مقاومة الجهاز المناعي للأم بشكل أفضل.[5][6]

مع ذلك، تسمح المشيمة للغلوبيولينات المناعية ج الأموية بالمرور إلى الجنين لحمايته من الإنتانات. لا تستهدف هذه الأجسام المضادة الخلايا الجنينية، إلا في حال تسربت بعض المواد الجنينية عبر المشيمة وتفاعلت مع خلايا الأم البائية. ففي هذه الحالة، ستبدأ خلايا الأم البائية في إنتاج أجسام مضادة للجنين. تنتج الأم أجسام مضادة لفصائل الدم الغريبة من النمط ABO، وقد تكون خلايا دم الجنين أهدافًا محتملة لتلك الأجسام. مع ذلك، تكون هذه الأجسام المشكلة مسبقًا غلوبيولينات مناعية من النوع م وليس ج، وبالتالي لا تعبر المشيمة. قد يؤدي عدم توافق الزمر ABO في حالات نادرة إلى تشكيل الغلوبيولينات المناعية ج التي تعبر المشيمة، وهذا قد ينجم عن استجابة الأمهات (عادةً من فصيلة الدم 0) لمستضدات غذائية أو جرثومية.

### آليات أخرى
لا تعتبر المشيمة السبيل الوحيد للتملص من الجهاز المناعي، فقد تتواجد الخلايا الجنينية الأجنبية في الدورة الدموية للأم على الجانب الآخر من الحاجز المشيمي.
لا تمنع المشيمة الغلوبيولينات المناعية ج الأموية من العبور، وهذا ما يحمي الجنين من بعض الأمراض المعدية.
تفسر فرضية نظام الدفاع الجنيني في الوحشيات الحقيقية التحمل المناعي خلال المراحل المبكرة جدًا من الحمل. تحمل خلايا الجهاز التناسلي والأمشاج بروتينات سكرية قابلة للذوبان ومرتبطة بسطح الخلية. تقترح الفرضية أن هذه البروتينات السكرية تثبط أي استجابة مناعية محتملة وتمنع رفض الجنين. تشير الفرضية أيضًا إلى ارتباط السكريات قليلة التعدد بروابط تساهمية مع هذه البروتينات السكرية المثبطة للمناعة، وتقترح أنها تعمل كمجموعات وظيفية كابحة للاستجابة المناعية. تشمل البروتينات السكرية الرئيسية المرتبطة بفرضية الدفاع الجنيني لدى البشر ما يلي: ألفا فيتو بروتين والمستضد السرطاني 125 والغليكوديلين أ (المعروف باسم البروتين المشيمي 14).
قد تلعب الخلايا التائية التنظيمية دورًا في ذلك. ويعتقد البعض أن المناعة الخلوية تتغير لتصبح مناعة خلطية.

## التحمل غير الكافي
توصف العديد من حالات الإجهاض التلقائي بطريقة مشابهة لرفض جسم الأم العضو المزروع. وبشكل عام، قد يؤدي التحمل المزمن غير الكافي إلى العقم. تتضمن أمراض عدم كفاية التحمل المناعي أثناء الحمل الأمثلة التالية: داء الريسوس وما قبل الإرجاج.
- يحدث داء الريسوس بسبب إنتاج الأم لأجسام مضادة للمستضدات الريسوسية الموجودة على خلايا الدم الحمراء للجنين، وذلك يتضمن الغلوبيولينات المناعية ج. يحصل المرض إذا كانت الأم سلبية الريسوس والطفل موجب الريسوس بشرط دخول كمية صغيرة من الدم الموجب من حمل سابق إلى الدورة الدموية للأم. يتطلب الأمر حدوث ذلك الشرط لأنه سيجعل الأم تنتج أضداد لتلك المستضدات الريسوسية. تستطيع الغلوبيولينات المناعية ج المرور عبر المشيمة إلى الجنين، لتدمر بذلك خلايا دم الجنين موجبة الريسوس، وهذا ما يسمى بالداء الانحلالي المرتبط بالريسوس لدى الأجنة وحديثي الولادة. بشكل عام، يصبح الداء الانحلالي أسوأ مع كل حمل جديد مختلف بزمرة الريسوس.
- تعتبر الاستجابة المناعية غير الطبيعية تجاه المشيمة أحد أسباب ما قبل الإرجاج. تدعم أدلة قوية استخدام السائل المنوي للشريك كوسيلة تقي من حدوث ما قبل الإرجاج، ويعزى ذلك إجمالًا إلى امتصاص الجسم العديد من العوامل المعدلة للمناعة الموجودة ضمن السائل المنوي.[13][14]

ترتفع معدلات الإصابة بارتفاع ضغط الدم المرتبط بالحمل وأمراض المشيمة في الحمول الناجمة عن بويضات متبرَع بها؛ أي عندما يختلف الجنين وراثيًا عن الأم الحاملة له مقارنةً بالأم البيولوجية. كذلك، تكون التغيرات المناعية الموضعية والجهازية أكثر وضوحًا مقارنةً بحالات الحمل العادية، وعلى هذا الأساس اقترح البعض أن انخفاض التحمل المناعي هو السبب في ارتفاع تواتر الأمراض في الحمول الناجمة عن بويضات متبرَع بها.